# ケヴィン・オハローラン
ケヴィン・オハローラン（Kevin O'Halloran、1937年3月3日 - 1976年7月5日）は、オーストラリアの自由形選手。
1950年代に活動した。1956年メルボルンオリンピックの4x200m自由形リレーにおいて金メダルを受賞した。オハローランは、初の金メダルを受賞した西オーストラリア人となった。
出身地のカタニングで水泳を学んだ。その後、パースに移動し、ギルフォード・グラマー・スクール（w:Guildford Grammar School）に通った。当時、西オーストラリアで競泳は、あまり行われていない競技であり、プールは濁った川の水を使われていた。1955年後半、オリンピック出場資格を得るためにオーストラリアの東へ移動した。フランク・ガスリー（Frank Guthrie）に指導を受け、時間を10パーセント短縮させた。自由形とリレーのオリンピック出場資格を獲得した。
オハローランの耳の問題を悩んでいた。1958年コモンウェルスゲームズの出場資格を得られなかったため、1958年に引退した。
1976年にオハローランは、躓いた偶然に自分を撃ってしまい、死去した。